# Vasilisa la bella

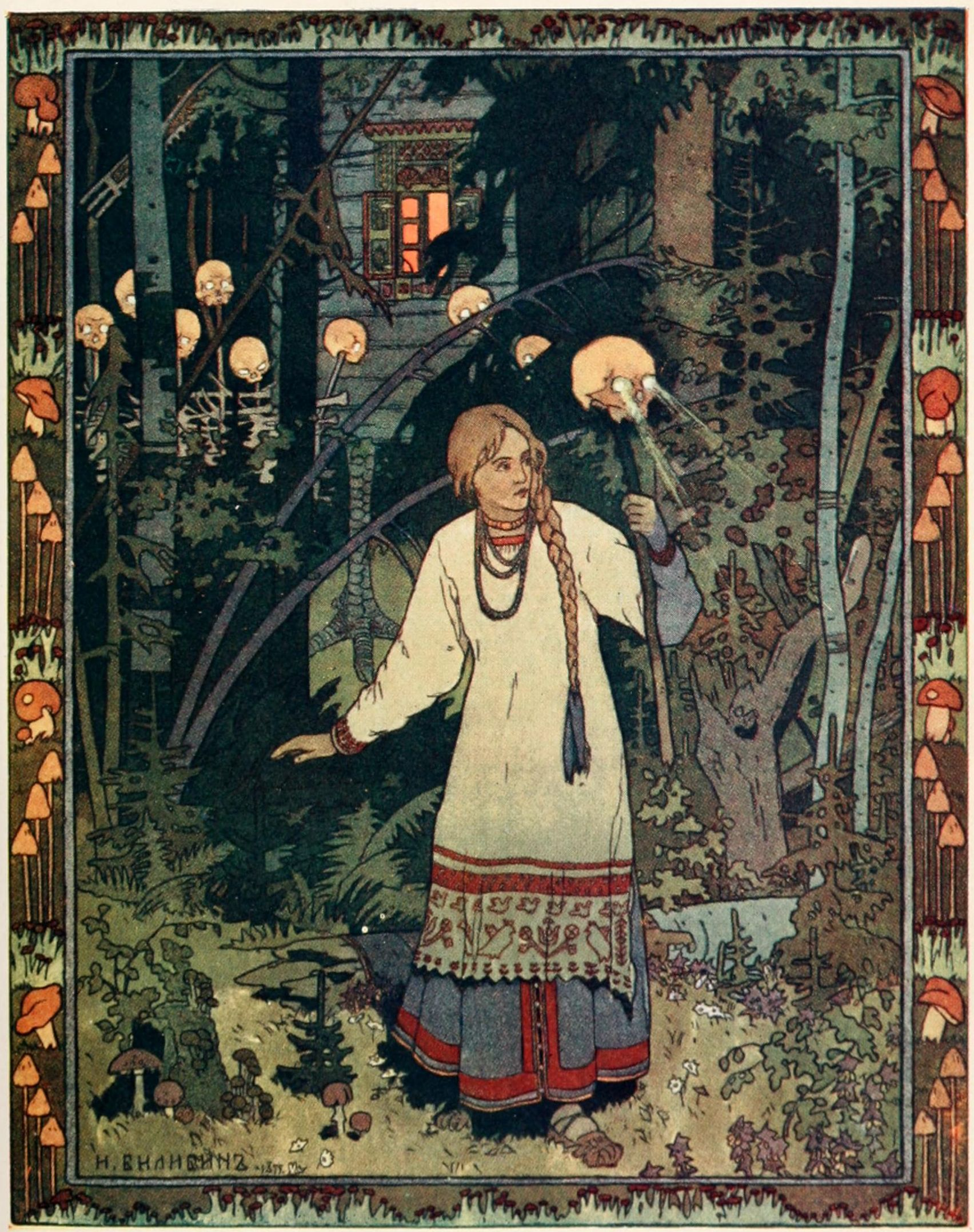
Vasilisa la hermosa en la choza de Baba Yagá, por Iván Bilibin.

Vasilisa la bella (ruso: Василиса Прекрасная), comúnmente conocida como "La muñeca de Vasilisa", es un cuento ruso recogido por Aleksandr Afanásiev en sus antología Cuentos populares rusos.
Aleksandr Rou plasmó este cuento de hadas en la película, Vasilisa la Hermosa en 1939. Esta fue la primera película de gran presupuesto de la Unión Soviética en la que se introdujeron elementos fantásticos, en contraposición al estilo realista favorecido políticamente hasta el momento. La película, sin embargo, difiere drásticamente de la historia popular. Por otra parte, la escritora estadounidense Elizabeth Winthrop escribió un libro para niños "Basilisa la Hermosa: un cuento popular ruso" (HaperCollins, 1991) ilustrada por Alexander Koshkin.

## Sinopsis
Un comerciante tenía, de su primera esposa, una hija, que era conocida como Vasilisa ("Βασίλισσα", lo que significa 'reina' en griego) la bella. Cuando tenía ocho años, su madre murió. En su lecho de muerte, le dio a Vasilisa una pequeña muñeca de madera con las instrucciones de darle un poco de comer y algo para beber cuando estuviera en necesidad, y entonces le ayudaría. Tan pronto como su madre murió, Vasilisa le dio un poco de beber y un poco de comer, y la muñeca la consoló.
Después de un tiempo, su padre se volvió a casar con una mujer con dos hijas. Su madrastra era muy cruel con ella, pero con la ayuda de la muñeca, Vasilisa era capaz de realizar todas las tareas que le imponían la madrastra y sus hijas. A pesar de que algunos jóvenes intentaron cortejarla, la madrastra los rechazó a todos, ya que no era adecuado que la más joven se casara antes que la mayor, y ninguno de los pretendientes deseaba casarse con las hermanastras de Vasilisa.
Un día el comerciante tuvo que embarcarse en un largo viaje. Su esposa se trasladó con todas las chicas a una casita que él había comprado en la linde del bosque. Ordenaba recados y tareas a Vasilisa con la esperanza de que se perdiera o fuera devorada, pero la muñeca siempre le indicaba el buen camino y la mantenía alejada de la cercana guarida de la bruja Baba Yagá. Un día la madrastra dio a cada una tarea, a una hija hacer encaje, a la otra medias y a Vasilisa lo más duro, hilar y apagó todos los fuegos, excepto una sola vela antes de irse a dormir. La hija mayor, a continuación, apagó dicha vela como sin querer pero aseguró que podía seguir haciendo encaje con la luz de la luna reflejada en sus alfileres, la otra dijo que también podía seguir tejiendo medias gracias al reflejo en las agujas y así, como ella no podía seguir con su tarea, enviaron a Vasilisa a buscar la luz a la choza de Baba Yagá. La muñeca le aconsejó que lo hiciera, así que se puso en camino. Mientras caminaba, un misterioso hombre cabalgó ante ella antes del amanecer, vestido de blanco, montado en un caballo blanco cuyo equipo era todo blanco, y más tarde hizo lo mismo un jinete vestido de rojo. Llegó a una casa que estaba apoyada sobre las patas de un pollo y amurallada por una valla hecha de huesos humanos. Un jinete de negro, al igual que antes hicieran el jinete rojo y el blanco, pasó por delante de ella, y cayó la noche, momento en el que las órbitas de los cráneos comenzaron a brillar. Vasilisa estaba demasiado asustada para huir, así que Baba Yagá la encontró cuando llegó volando en su mortero.

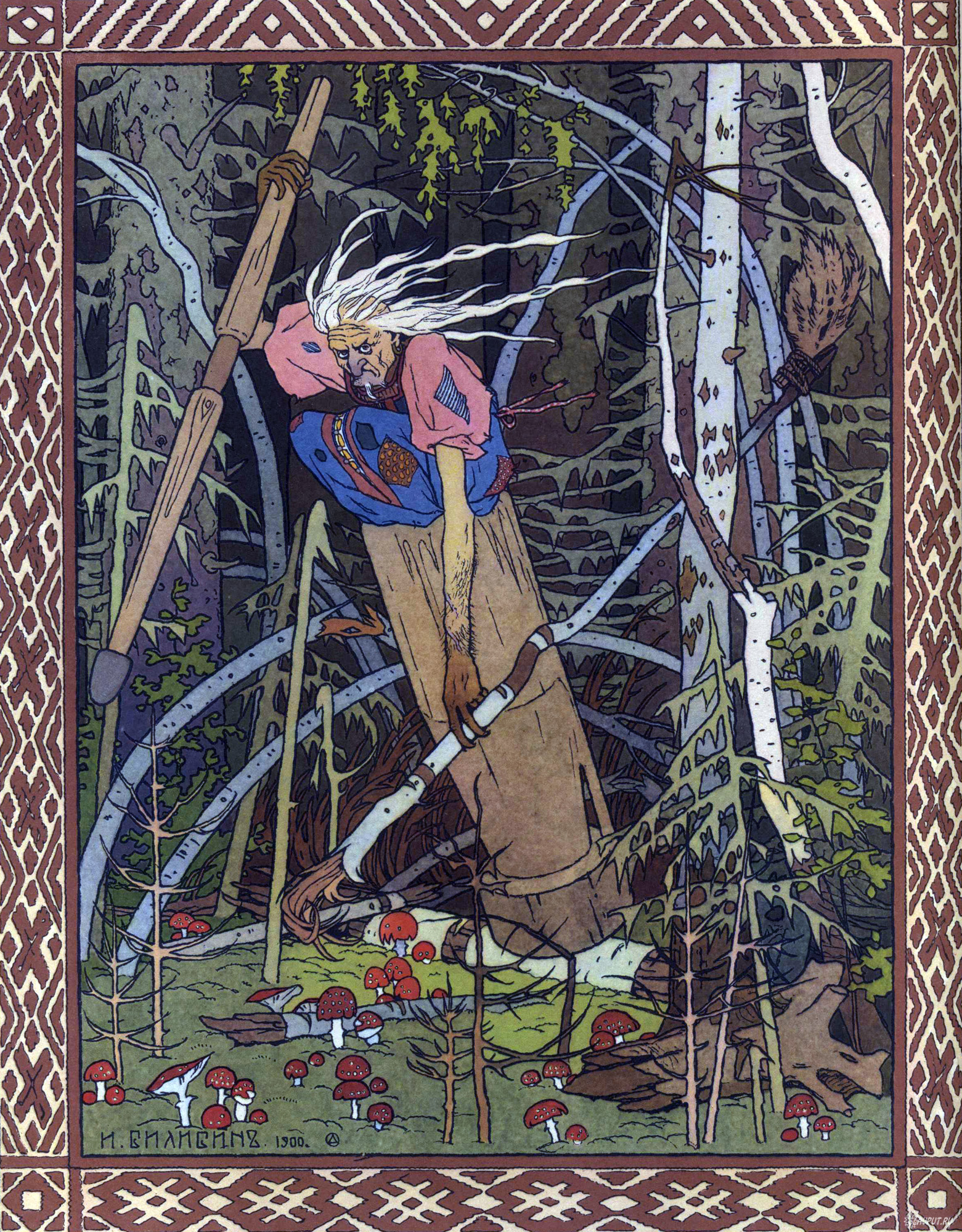
Baba Yagá en su mortero, por Iván Bilibin.

Baba Yagá le impuso varias tareas para ganarse el fuego, y dijo que si no las cumplía, se la comería. Como primera tarea, Vasilisa tuvo que limpiar toda la casa, el corral y el jardín, cocinar la cena, y separar los granos de trigo de la paja así como las semillas de amapola de los grumos de tierra. Baba Yagá se fue, dejándola sola, y Vasilisa se desesperó al ver todo el trabajo que aún debía de hacer a pesar de haberse esforzado tanto. En ese momento, la muñeca le susurró que ella terminaría el trabajo mientras que la muchacha dormía. Al amanecer, el jinete blanco pasó de nuevo, y más tarde, a mediodía, lo haría el jinete rojo. Cuando el jinete negro pasó por delante, Baba Yagá regresó y no pudo quejarse del trabajo realizado por Vasilisa, así que ordenó a tres pares de manos sin cuerpo que molieran el trigo para hacer harina, y volvió a ordenar a Vasilisa que realizara las mismas tareas para el día siguiente, con la adición de la limpieza de las semillas de amapola que habían sido mezcladas con la tierra. Una vez más, la muñeca hizo todo menos cocinar la comida. Esa noche, Baba Yagá ordenó a los tres pares de manos que obtuvieran el aceite prensando las semillas de amapola y le preguntó a la muchacha si tenía algo que preguntarle.
Vasilisa entonces le preguntó sobre las identidades de los jinetes y la bruja le dijo que el blanco era el día, el rojo el sol y el negro la noche. Vasilisa pensó en preguntar sobre las manos misteriosas, pero la muñeca se removió en su bolsillo como advirtiéndola y Vasilisa calló. A cambio, Baba Yagá preguntó por la causa del éxito de Vasilisa. Al escuchar la respuesta "por la bendición de mi madre", Baba Yagá, a quien disgustaba la gente bendecida, envía a Vasilisa de regreso a casa con un cráneo-linterna para dar luz a su familia. Cuando Vasilisa llegó a casa de su madrastra, descubrió que, desde que la enviaran a casa de Baba Yagá, no habían sido capaces de encender ningún fuego en la casa. Incluso las lámparas y velas traídas de fuera se apagaban una vez atravesaban el umbral. Cuando Vasilisa entró portando la calavera, la luz de esta redujo a cenizas a su madrastra y a sus hermanastras. Después de esto, Vasilisa enterró el cráneo siguiendo sus instrucciones para que jamás ninguna persona se viera perjudicada por su efecto.
Después, Vasilisa se dirigió a la ciudad y se convirtió en asistenta de una fabricante de telas en la capital de Rusia, donde llegó a ser tan hábil en su trabajo que el zar mismo se dio cuenta de su habilidad al ver las piezas, y terminaría casándose con ella.

## Variantes
En algunas versiones, la historia termina con la muerte de la madrastra y hermanastras, y Vasilisa vive tranquilamente con su padre después de su retiro. Esto es inusual en un cuento con una heroína ya mayor, aunque algunos, como Jack y las habichuelas mágicas, suceda de forma parecida.

## Interpretaciones
Los jinetes blancos, rojo y negro aparecen en otros cuentos de Baba Yagá y con frecuencia se interpretan dándole un significado mitológico. Al igual que muchos folkloristas de su época, Aleksandr Afanásiev consideraba los cuentos como formas primitivas de ver la naturaleza. En esta interpretación, consideraba que este cuento de hadas representaría el conflicto entre la luz del sol (Vasilisa), la tormenta (su madrastra), y las nubes oscuras (sus hermanastras).
Clarissa Pinkola Estés interpreta la historia como un relato de liberación femenina, el viaje de Vasilisa de la sumisión a la fuerza y la independencia. Ella interpreta a Baba Yagá como el principio "salvaje femenino" del que Vasilisa ha sido separada, que, obedeciendo y aprendiendo a nutrir, aprende y crece.